# Tallbergs Förlag
Tallbergs Förlag är ett svenskt multimediaföretag som grundades av författaren Marcus Tallberg 2017. Förlaget har givit ut över 20 titlar samt en dokumentär. Ett urval författare är Andrés Esteche, Lina Axelsson Kihlblom, Ulla Ulrika Björkman, Arne Nilsson och Michelle Visage.

## Utmärkelser
Tallbergs Förlag har vunnit Stockholm Prestige Awards 2020 i kategorin årets förlag. Deras bok Ingen vet egentligen vem jag är av Lina Axelsson Kihlblom och Anna Wiklund var också nominerad till Årets bok på QX Gaygalan 2020.